# 2001 маньяк
«2001 маньяк» (англ. 2001 Maniacs; США, 2005) — комедийный фильм ужасов режиссёра Тима Салливана с Робертом Инглундом в одной из главных ролей, ремейк фильма «Две тысячи маньяков» 1964 года. В 2010 году Тим Салливан снял продолжение 2001 маньяк: Территория криков, с Биллом Мосли, заменившим Инглуда в роли мэра Бакмана, и Лин Шей в роли бабули Бун.
Слоган фильма: «Вы то, что они едят!»
Фильм запрещён к широкому показу в Белоруссии.

## Сюжет
Во время весенних каникул группа студентов отправляются в Дейтона-Бич, штат Флорида. Случайно свернув с дороги, они попадают в старинный южный городок с ласковым названием «Чудная долина», дружелюбные обитатели которого, возглавляемые его мэром Бакманом (Роберт Инглунд) и Бабулей Бун (Лин Шей), уговаривают подростков провести ночь у них в городке, чтобы отметить ежегодным барбекю традиционный праздник Южных штатов. Вдохновлённые воспоминаниями о школьных уроках истории, посвящённых событиям Гражданской войны, студенты охотно принимают приглашение. Однако едва ли они могут вообразить, что это старый юг очень скоро ощутит вкус дорогих гостей — в буквальном смысле этих слов!
Ребята с интересом осматривают город и пытаются веселиться вместе с местными жителями. Однако невинные с виду работницы молочных ферм и труженики полей соблазняют вновь прибывших, одного за другим, с одной-единственной целью — убить их, чтобы затем приготовить и съесть во время торжественного праздничного обеда! Таким вот прихотливым способом южане, жители «Чудной долины», собираются отомстить детишкам-янки за те жестокости, которые творили северяне во время Гражданской войны.
В конце концов двоим студентам удаётся бежать из городка, и они сразу отправляются в офис шерифа. Тот с усмешкой соглашается посетить это место. Вернувшись, ребята обнаруживают вместо городка кладбище, все жители которого были уничтожены 22 апреля 1862 года. И вот в годовщину погрома жители восстают из своих могил…

## В ролях
- Роберт Энглунд — Мэр Бакман
- Петер Стормаре — профессор Акерман
- Лин Шэй — бабуля Бун
- Элай Рот — Джастин
- Джузеппе Эндрюс — Хаспер Александр
- Джей Гиллеспи — Андерсон Ли
- Марла Малкольм — Джоуи
- Криста Кэмпбелл — Милк Мэйден
- Дилан Эдрингтон — Нельсон Эллиот
- Мэттью Кэри — Кори Джонс
- Джина Мари Хикин — Кэт
- Брайан Гросс — Рикки
- Масхонд Ли — Малкольм
- Скотт Шпигель — бродячий певец
- Брендан Маккарти — Руфус Бакман
- Адам Робител — Лестер Бакман
- Тим Салливан — Коффин Хэри

## Кинофестивали, на которых демонстрировался фильм
- Fantasia Film Festival 2005 (Канада)
- Rue Morgue Festival of Fear 2005 (Канада)
- Frightfest 2005 (Англия)
- San Sebastian Horror & Fantasy 2005 (Испания)
- Кинофестиваль в Ситхесе 2005 (Испания)
- Кинофестиваль фантастических фильмов в Амстердаме 2005 (Нидерланды)
- Международный кинофестиваль фантастических фильмов в Брюсселе 2006 (Бельгия)
- Night Visions Film Festival 2006 (Финляндия)
- Cinenigma — Международный кинофестиваль в Люксембурге 2005 (Люксембург)
- Screamfest Horror Film Festival 2005 (Голливуд, США)
- Fantasy Film Fest 2005 (Германия)
- XVI Semana International de Cine Fantástico 2005 (Испания)

## Культурные отсылки
- Добро-гитарная дуэль между одним из студентов и местным подростком перед заправочной станцией — пародия на фильма Избавление, в котором четверо городских жителей сталкиваются с агрессивно настроенными южанами. Также, трое студентов в одной из сцен говорят «Мы прибыли в город из Избавления».
- Зловещий заправщик, а также эпизод с броненосцем — отсылка к франшизе Техасская резня бензопилой.
- Персонаж Элая Рота (одного из продюсеров фильм) Джастин является отсылкой к дебютному фильму, снятому Ротом Лихорадка, в котором он также играет этого персонажа.
- Фраза одного из героев «Я люблю запах коровьего дерьма по утрам… коровье дерьмо Юга — запах победы», является пародией на знаменитую фразу из фильма Апокалипсис сегодня «Люблю запах напалма поутру. Это запах… победы.»
- В кульминационной сцене фильма, когда Ли сражается с мэром Бакманом, человек, удерживающий Джоуи, это Кейн Ходдер, исполнитель роли Джейсона Вурхиза. В титрах имя его персонажа - Джейсон. В этой же сцене среди жителей можно заметить Дэна Хикса.